# Saelele
Saelele is een Roemeense gemeente in het district Teleorman.
Saelele telt 2882 inwoners.